# Stor-Abborrtjärnen (Björna socken, Ångermanland, 706311-163261)
Stor-Abborrtjärnen är en sjö i Örnsköldsviks kommun i Ångermanland och ingår i Gideälvens huvudavrinningsområde. Den avrinner genom Hömyrbäcken som mynnar i Gideälven nedanför Långstrandsforsen. 